# Larus occidentalis
La  gaviota occidental (Larus occidentalis) (código de especie: LAOC) es una especie de ave perteneciente a la familia de los Laridae. En inglés se denomina Western Gull. Su número de serie taxonómico es el 176817.

## Características
La gaviota occidental es un ave grande que posee una cabeza, cuello y partes inferiores de color blanco. El dorso es de un tono gris pizarra oscuro. Las plumas de la cola tienen colores negros con una hilera de manchas blancas. Las patas son palmeadas y poseen un característico color rosa. El pico es de color amarillo con una mancha roja en la mandíbula inferior.
Ambos sexos tienen el mismo tipo de plumaje, pero el del macho es más voluminoso que el de la hembra.

### Dimensiones
Los ejemplares de esta especie tienen unas dimensiones medias de:
- Longitud: 56-66 cm (22-26 pulgadas)
- Envergadura: 120-144 cm (47-57 pulgadas)
- Peso: 800-1250 g (28 a 44 onzas)

## Hábitat
Esta ave es propia del continente de América del Norte, se puede encontrar en áreas del sur de Canadá, norte de México y Estados Unidos, a lo largo de la costa del Pacífico.
Particularmente, habita en aguas costeras, estuarios, playas, malecones y cuerpos de aguas en ciudades. 